# Освальд Вустерский
Освальд Вустерский (англ. Oswald of Worcester; ум. 29 февраля 992) — архиепископ Йоркский с 972 года до своей смерти в 992 году. Святой, праздник отмечается 28 февраля (29 февраля в високосные года). В Русской православной церкви память совершается в Третью неделю по Пятидесятнице, в день празднования Собора Британских и Ирландских святых.

## Биография
У Освальда были датские корни, но его воспитал дядя Ода, архиепископ Кентерберийский, который отправил племянника во Францию в аббатство Флёри, чтобы тот стал монахом. После нескольких лет во Флёри Освальд вернулся в Англию по просьбе своего дяди, который скончался ещё до его возвращения. После смерти дяди Освальду потребовался покровитель, и он обратился к другому родственнику, Оскителю, который недавно стал архиепископом Йоркским. Его успешное служение Оскителю привлекло внимание Дунстана, архиепископа Кентерберийского, который в 961 году рукоположил Освальда в епископы Вустера. В 972 году Освальд стал архиепископом Йоркским, но при этом сохранив должность епископа Вустера.
Как епископ и архиепископ, Освальд был ярым сторонником и одним из ведущих пропагандистов (вместе с Этельвольдом Уинчестерским) церковных реформ Дунстана, включая монастырские реформы. Освальд основал ряд монастырей, включая аббатство Рэмси, и реформировал ещё семь, в том числе Уинчкомб в Глостершире, Першор и Ившем в Вустершире. Освальд также изменил состав капитула Вустера с белого духовенства на монахов. Будучи архиепископом, он пригласил учёного Аббона Флёрийского преподавать в Англии, где тот провёл два года, в основном в Рэмси. Освальд умер в 992 году, омывая ноги беднякам. Житие было написано вскоре после его смерти, и Освальда вскоре канонизировали.